# Gare de Vaeshartelt
La gare de Vaeshartelt était un arrêt ferroviaire néerlandais de la ligne Aix-la-Chapelle - Maastricht. La gare fut ouverte le 23 octobre 1853 et fermée le 15 mai 1935.
Le bâtiment de la gare était un abri en bois qui se composait de deux parties de taille différente.

## Service des voyageurs
Gare fermée.

## Compléments